# Jan Dychdalewicz
Jan Jerzy Dychdalewicz (ur. 3 lutego 1888 w Krakowcu, zm. 2 września 1933 we Lwowie) – polski prawnik, urzędnik samorządowy w II RP, m.in. starosta i wicewojewoda lwowski.

## Życiorys
Jan Jerzy Dychdalewicz urodził się w 1888 w Krakowcu w ówczesnym powiecie jaworowskim. Kształcił się w Filii C. K. Gimnazjum w Samborze. Ukończył studia na Wydziale Prawa Uniwersytetu Lwowskiego
Po odzyskaniu przez Polskę niepodległości wstąpił do służby samorządowej II Rzeczypospolitej. Sprawował stanowisko sekretarza rady powiatu powiatu samborskiego, urzędy starosty powiatu starosamborskiego, powiatu lubaczowskiego, powiatu łaskiego (od początku 1926, równolegle był radcą wojewódzkim). Następnie pełnił funkcję naczelnika wydziału administracyjnego Urzędu Wojewódzkiego w Łodzi, po czym sprawował stanowisko starosty powiatu łódzkiego od 1926 do 1927. Od 14 marca 1927 był naczelnikiem wydziału w Urzędzie Wojewódzkim w Łodzi. 21 sierpnia 1929 został starostą grodzkim w Łodzi. Od początku 1932 był wicewojewodą lwowskim.
Działał społecznie we Lwowie. W 1920 był członkiem ochotniczej Legii Obywatelskiej. Pełnił funkcję prezesa Towarzystwa Przyjaciół Związku Strzeleckiego. W lutym 1930 został wybrany członkiem zarządu Łódzkiego Klubu Lotniczego
W 1933 wskutek ciężkiej choroby był leczony w szpitalu powszechnym we Lwowie. Zmarł 2 września 1933 w szpitalu powszechnym we Lwowie. Został pochowany 4 września 1933 na Cmentarzu Łyczakowskim we Lwowie.
Był żonaty.

## Odznaczenia
- Krzyż Oficerski Orderu Odrodzenia Polski,
- Złoty Krzyż Zasługi (6 marca 1930)[13].